# Hondsberg (wijk)
De Hondsberg is een woonwijk in Rosmalen, in de Nederlandse provincie Noord-Brabant. 
De woonwijk ligt ten noorden van de straat Kattenbosch, ten zuiden van de Herculesstraat en ten oosten van de Sint Lambertuskerk. Ten oosten van de wijk bevindt zich het landelijk gebied Sprokkelbosch. Daar waar de straat Hondsberg eindigt en verdergaat in Sprokkelboschstraat, lag vroeger het gehucht Sprokkelbosch.
De woonwijk Hondsberg is onderverdeeld in twee subwijken die geen officiële naam hebben gekregen. Alleen Luyckershofke wordt in de volksmond een wijk genoemd, vanwege het knusse karakter. De straat loopt daar in een rondje, waardoor het lijkt, alsof het een aparte woonwijk is.
Beide subwijken van de Hondsberg hebben qua architectuur en qua straatnamen een eigen karakter. De in de volksmond genoemde pastorenbuurt bestaat uit kleine huizen en de straatnamen hebben de namen gekregen van vroegere pastoors in Rosmalen. Dit gedeelte is ook de oudste woonwijk van Rosmalen, neergezet in de tijd dat in Rosmalen woonwijken werden gebouwd.
Ten noorden van de Schoolstraat ligt een andere subwijk van de Hondsberg. Vaak wordt deze subwijk gezien als 'de Hondsberg'. De straatnamen in deze wijk zijn vernoemd naar Griekse mythologische goden, zoals Medusa, Helius en Hercules. Deze wijk was tot halverwege de jaren 80 van de vorige eeuw het uiterste noorden van de bebouwing in Rosmalen. In die tijd werd de Overlaet gebouwd.